# Брусничная (Ярославская область)
Брусничная — обезлюдевшая деревня в Пошехонского района Ярославской области. Входит в состав Пригородного сельского поселения.

## История
В 1965 г. Указом Президиума ВС РСФСР деревня Мочалка переименована в Брусничная.

## География
Деревня окружена сельскохозяйственными полями, лесами. Граничит с деревнями Коротыгино, Трубайка, Ескино. Рядом протекает река Соть.

## Население
| 2007 | 2010 |
| ---- | ---- |
| 0    | →0   |

### Историческая численность населения
По состоянию на 1859 год в деревне было 9 домов и проживало 55 человек.